# Винник, Иван Иванович
Ива́н Ива́нович Ви́нник (укр. Іва́н Іва́нович Ві́ннік; род 18 июня 1985 в Шийковке, Боровский район, Харьковская область) — украинский военнослужащий, подполковник Вооружённых сил Украины, командир механизированного батальона 30-й отдельной механизированной бригады. Участник вооружённого конфликта на востоке Украины. Герой Украины (6 марта 2019).

## Биография
Иван Винник родился 18 июня 1985 года в селе Шийковка Боровского района Харьковской области в многодетной семье. Помимо него в семье было ещё трое детей. Учился в местной общеобразовательной школе. С детства хотел сделать карьеру военного. В школьные годы потерял мать, которая умерла от тяжелого заболевания. 2008 окончил факультет военной подготовки Национального технического университета «Харьковский политехнический институт» по специальности «Вооружение и техника танковых войск».
Военную службу начал в должности заместителя командира танковой роты по вооружению 30-й отдельной механизированной бригады в городе Новоград-Волынский. В 2010 году был назначен командиром танковой роты, в 2016 — командиром механизированного батальона.
С весны 2014 принимал участие в антитеррористической операции на востоке Украины. В первых числах марта подразделения бригады были направлены в Херсонскую область, с 18 марта рота капитана Винника несла службу в селе Червоный Чабан (ныне — Преображенка) Каланчацкого района Херсонской области, на административной границе с оккупированным российскими войсками Крымом, а в конце июня 2014 в составе 1-й батальонной тактической группы 30-й отдельной механизированной бригады совершила марш в сторону села Солнцево Старобешевского района Донецкой области. 27 июля батальонной тактической группе, в состав которой входила танковая рота капитана Винник, было поставлено первое боевое задание — взять высоту Саур-Могила. Во время боя загорелся танк, капитан Винник выскочил из боевой машины и успел её потушить, пока не загорелись топливные баки.
Во время «зачистки» от боевиков села Степановка Шахтёрского района лично обеспечивал прикрытие личного состава подразделения 95-й отдельной аэромобильной бригады от шквального огня противника, уничтожил замаскированный танк противника, который контролировал одновременно две улицы населенного пункта. Во время продвижения по улице заметил гранатометчиков противника, принял на свой танк два выстрела из противотанкового гранатомета, чем спас жизнь личного состава десантников. 29 июля выехал со своим экипажем на помощь десантникам, имея в боекомплекте танка один снаряд и уничтожил экипаж танка уничтожил танк противника. 10 августа, во время массированного обстрела Степановки подразделениями повстанцев из тяжелой артиллерии, принял решение о выводе подразделения из-под огневого обстрела, что позволило сохранить личный состав и технику для ведения дальнейших боевых действий.
Участвовал в боях за город Миусинск, села Червоная Поляна Антрацитовского района, города Лутугино, города Счастье и других населенных пунктов Луганской области. Всего в период с июля по сентябрь 2014 танковая рота под командованием капитана Винника выполнила ряд боевых задач, в ходе которых были понесены минимальные потери среди личного состава.
В апреле 2016 получил воинское звание майора и был назначен командиром механизированного батальона 30-й отдельной механизированной бригады; впоследствии получил звание подполковника.

## Награды
- Звание Герой Украины с вручением ордена «Золотая Звезда» (Указ Президента Украины от 6 марта 2019) — «за личное мужество и героизм, проявленные в защите государственного суверенитета и территориальной целостности Украины, самоотверженное служение Украинскому народу»[1];
- Негосударственная награда орден «Народный Герой Украины» (26 марта 2016 14-я церемония вручения., г. Черновцы)[2].